# Chiesa di Santa Maria Immacolata (Longarone)

La chiesa preceduta dalla rampa per l'anfiteatro superiore

La chiesa di Santa Maria Immacolata è il principale luogo di culto cattolico di Longarone, in provincia di Belluno e diocesi di Belluno-Feltre; fa parte della convergenza foraniale di Longarone-Zoldo-Alpago-Ponte nelle Alpi.

## Storia
A seguito del disastro del Vajont nel 1963, il paese di Longarone fu spazzato via da un'ondata di fango, terra e acqua causata da una frana staccatasi dal versante settentrionale del monte Toc. Anche la chiesa fu completamente distrutta; intitolata a Santa Maria Immacolata, era stata costruita tra il 1717 e il 1740, consacrata il 26 luglio 1754 e divenuta parrocchiale nel 1799 dopo il distacco dall'antica pieve di Lavazzo.
Nell'ottobre 1966 fu dato incarico a Giovanni Michelucci di progettare la nuova chiesa del paese. La sede prescelta per la costruzione è quella della vecchia chiesa distrutta anch'essa dalle acque del Vajont. Tuttavia la nomina di Michelucci trovò ferma opposizione del parroco e di parte della comunità; le polemiche furono presto strumentalizzate anche a livello politico (contro la sua realizzazione intervenne, ad esempio, Indro Montanelli) e solo nel 1975, con il consenso definitivo del vescovo di Belluno e Feltre, fu possibile dar inizio ai lavori.
La chiesa fu consacrata nell'ottobre del 1983.

## Descrizione
La chiesa è costituita da due anfiteatri sovrapposti: uno inferiore, coperto, dove si trova l'aula vera e propria, e uno superiore, scoperto, pensato come una sorta di piazza da cui è possibile osservare la diga del Vajont.
Esternamente l'edificio è in calcestruzzo armato a vista di colore bianco-rosa. L'intera struttura si sviluppa secondo una spirale ellittica che sale verso l'anfiteatro esterno. Il percorso termina con l'ampia vela sormontata da una croce in un ideale richiamo al motivo del Calvario della Via Crucis. La vela, terminata nel 1989 su progetto di Alessandro Redo, è sostegno di un concerto di 3 campane in scala diatonica maggiore di La3 crescente (La3 crescente, Si3 crescente, Do#4 crescente) fuse dalla Premiata Fonderia De Poli di Vittorio Veneto (TV) nel 1989.
La chiesa è costituita da un anfiteatro coperto a pianta ellittica di alto valore simbolico: in uno dei due fuochi dell'ellisse si trova la posizione del celebrante al momento della consacrazione (riferimento alla posizione del sole attorno al quale ruotano tutti i pianeti). Il secondo fuoco dell'ellisse è evidenziato da un disco di ottone: durante le celebrazioni più importanti viene utilizzato per il cero pasquale e altri simboli liturgici. 
L'altare in marmo si trova su una piattaforma rialzata al centro dell'aula. Le navate sono costituite dai gradoni dell'anfiteatro (accessibili da ognuno dei settori tramite scalinate) ricoperti da sedute di legno di abete. 
Sul lato sinistro dell'ingresso si trova l'altare votivo alla Madonna del Vajont, una statua lignea della Vergine appartenuta alla vecchia chiesa di Longarone e rinvenuta giorni dopo il disastro nelle acque del Piave a Fossalta di Piave (VE). La statua, mutilata delle mani, così come il Cristo mutilato che si trova sul crocifisso adiacente, sono tra i simboli del disastro del Vajont.
Sotto il crocifisso una scalinata conduce alla cappella del Santissimo e al battistero (ora utilizzato anche come cappella invernale). Il camminamento interno sopra il battistero è decorato dalle formelle in terracotta della via crucis.
L'organo a canne della chiesa, posto sulla piattaforma dietro l'altare fu costruito dalla ditta Mascioni di Cuvio (Op. 1111) su progetto del M. Severino Tonon e da lui inaugurato nel 1991. Lo strumento, a trasmissione meccanica, ha 2 tastiere di 61 tasti e una pedaliera concava di 32 note.
L'anfiteatro esterno, sempre di pianta ellittica e accessibile da un camminamento sopraelevato, viene utilizzato principalmente per celebrazioni religiose, e si affaccia sulla diga del Vajont. Lungo il percorso si aprono diversi punti di accesso alla chiesa, mentre la sua continuazione verso il basso permette di accedere al memoriale della vecchia chiesa distrutta nel disastro. Sono qui visibili le vecchie campane e alcuni degli arredi e paramenti rinvenuti, oltre a un elenco su lastre di bronzo di tutte le vittime del disastro.